# Једлинка
Једлинка (слч. Jedlinka) насељено је мјесто са административним статусом сеоске општине (слч. obec) у округу Бардјејов, у Прешовском крају, Словачка Република.

## Становништво
| Година:    | 1994. | 2004.    | 2014.    | 2024.   |
| ---------- | ----- | -------- | -------- | ------- |
| Број људи: | 107   | 80       | 89       | 85      |
| Разлика:   |       | -25,23 % | +11,25 % | -4,49 % |

| Година:    | 2023. | 2024.   |
| ---------- | ----- | ------- |
| Број људи: | 83    | 85      |
| Разлика:   |       | +2,40 % |

Према подацима о броју становника из 2024. године насеље је имало 85 становника.